# Bamade

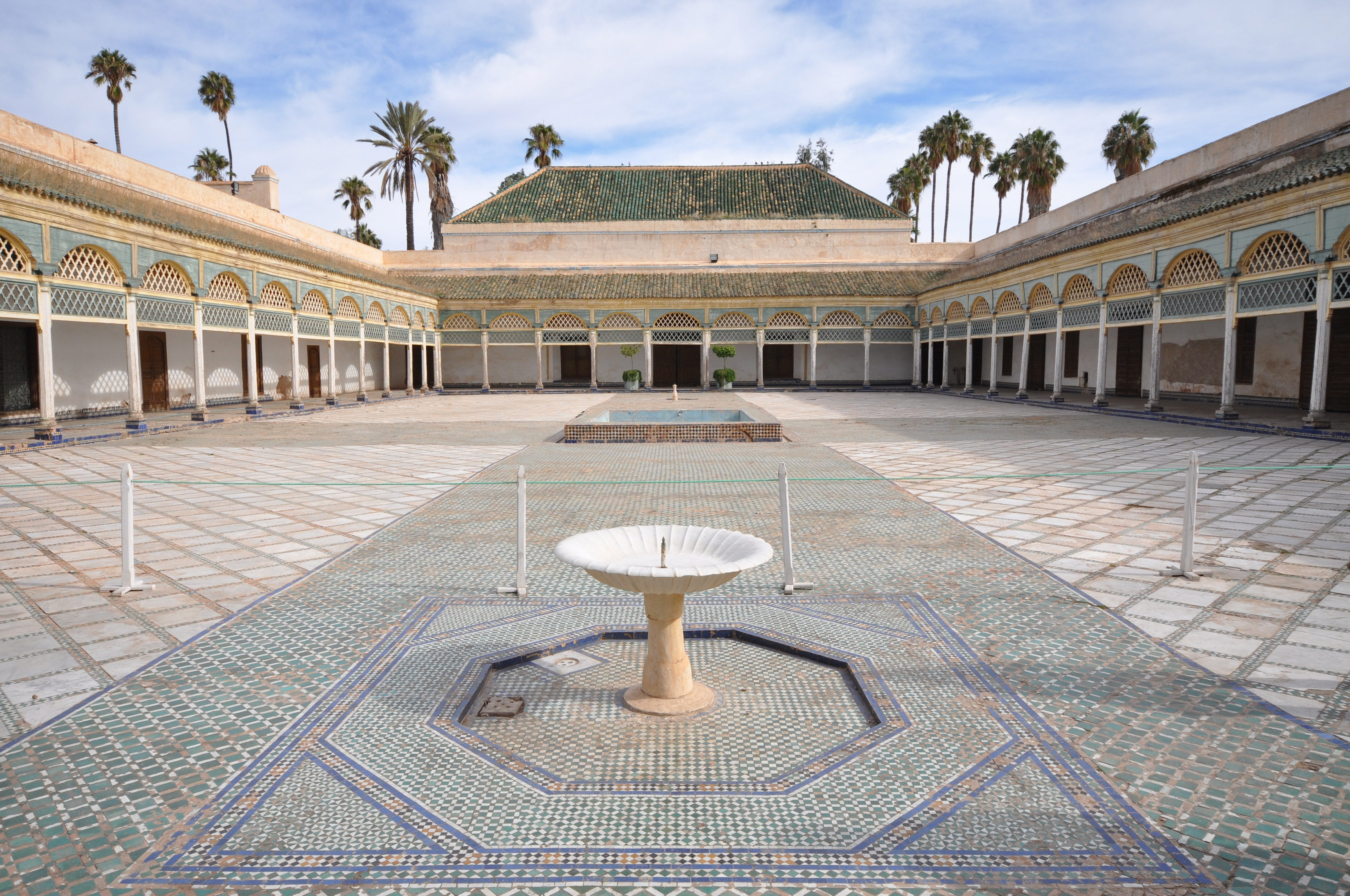
Palácio da Bahia, em Marraquexe, renovado por Bamade

Amade ibne Muça (em árabe: احمد بن موسى; romaniz.: Ahmad ibn Musa) ou Amade ibne Muça de Bucara (Ahmad ibn Musa al-Bukhari), conhecido como Bamade (با حمادBahmad, Bahamad, Ba Ḥmad, Ba Ahmed, Bu-Ahmed ou Abu Ahmad); 1840 — 13 de maio de 1900) foi grão-vizir de Marrocos entre 1894 e 1900, logo a seguir à ascensão ao trono do sultão Abdalazize com 16 anos de idade. Foi o responsável pela renovação do Palácio da Bahia, construído pelo seu pai em Marraquexe. Depois da sua morte o país entrou num período de desordem e tumultos.
Bamade era filho de Si Muça, um antigo escravo "de pele escura" do palácio do sultão, que foi grão-vizir de Maomé ibne Abderramão. Bamade cresceu com o príncipe herdeiro Mulei Haçane, mas quando este subiu ao trono não o nomeou grão-vizir, mas apenas seu camareiro-mor. Após a morte de Mulei Haçane em 1894, durante uma expedição militar em Tédula, Bamade tomou conta do governo e manobrou de forma a que fosse Abdalazize, o filho mais novo de Haçane, então com 13 anos, a ascender ao trono e não o filho mais velho.